# Cibolacris
Cibolacris is een geslacht van rechtvleugeligen uit de familie veldsprinkhanen (Acrididae). De wetenschappelijke naam van dit geslacht is voor het eerst geldig gepubliceerd in 1937 door Hebard.

## Soorten
Het geslacht Cibolacris omvat de volgende soorten:
- Cibolacris crypticus Vickery, 1969
- Cibolacris parviceps Walker, 1870
- Cibolacris samalayucae Tinkham, 1961
- Cibolacris weissmani Otte, 1981